# 尤利安·纳格尔斯曼
尤利安·纳格尔斯曼（德語：Julian Nagelsmann，1987年7月23日—）是一位德国前足球运动员及现任德國國家足球隊足球教练。曾於2016年2月11日起执教德甲俱乐部霍芬海姆，为德甲历史上最年轻的主教练。

## 球员生涯
纳格尔斯曼是在伊辛格（FC Issing）开启自己的足球生涯，不久再转投奥格斯堡的青训营，并在当地效力至2002年。随后，纳格尔斯曼又转会至慕尼黑1860的青训营。在那里，他是17岁以下梯队的队长，并在2004-05赛季和2005-06赛季参加过31场19岁以下德甲联赛。至2006-07赛季，纳格尔斯曼已晋身俱乐部的二线队，却因伤病原因而未能参加任何正式比赛。随后，他于2007-08赛季重返奥格斯堡，被编入二线队。在经历了半月板和肌腱损伤、以及因骨关节炎而进行的第二次手术后，纳格尔斯曼在2007年也没有参加任何正式比赛，更导致他在年仅20岁时便宣布结束自己的职业生涯。

## 教练生涯

### 开端
在结束了自己的球员生涯后，纳格尔斯曼仍然履行他与俱乐部的原有合同，在时任二线队主帅图赫尔的麾下担任助理教练。通过这次经历，纳格尔斯曼产生了开展教练生涯的想法。随后，他来到前东家慕尼黑1860，同样作为助教辅佐时任17岁以下梯队主帅的亚历山大·施密特。
至2010-11赛季，纳格尔斯曼加盟霍芬海姆，并在那里第一次全面负责青训部的培训工作。2012年12月，他又以助教身份跟随临时主教练弗兰克·克拉默，进入一线队的教练组。在该赛季的随后的过程中，他又相继辅佐克拉默的继任者马尔科·库尔兹和马库斯·吉斯多尔，帮助球队在德甲成功保级。
至2013-14赛季，纳格尔斯曼放弃了一线队的助理教练一职，转而接任俱乐部19岁以下梯队的主教练。在这里，他得以凭借26岁的年龄成为夺得19岁以下德甲冠军的最年轻主教练。在2014-15赛季，纳格尔斯曼也率队夺得了西部/西南部赛区的冠军。与此同时，他还顺利在德国足协亨内斯·魏斯韦勒学院于亨内夫主办的教练培训班中结业。由于崛起迅速，纳格尔斯曼在各类媒体上常被冠以“天才教练”或“成功教练”的称谓。

### 德甲主帅

#### 霍芬海姆
2015年10月下旬，霍芬海姆宣布，纳格尔斯曼将在完成他在执教德甲球队所需的培训课程后，自2016-17赛季起接替斯蒂文斯担当一线队主教练。就在消息宣布的同一天，霍芬海姆仅在德甲积分榜上位列第十七，面临巨大的降级风险。然而，随着斯蒂文斯因心律不整而提前从他的岗位上辞职后，纳格尔斯曼得以提前在2016年2月11日便开始接掌这支仍然排名倒数第二的德甲球队。他获得了一份期至2019年6月30日的新合同。尽管在德甲历史上，曾有贝恩德·斯特伯于1976-77赛季以24岁的年龄带领萨尔布吕肯出战科隆，但其当时的身份仅为临时教练。因此，28岁的纳格尔斯曼就此成为德甲史上名副其實最年轻的正式主教练。他上任首季14輪拿了20分（大約是德甲前中段的水準），最後以第15名完賽，成功完成保級的任務，隨後更是兩個球季連續進入歐冠區。在18-19賽季開季前，RB萊比錫宣布納格爾斯曼將會在霍芬海姆的合約到期後的2019-20球季入主另一隻德甲新銳萊比錫。然而在霍芬海姆的最後一個球季成績稍有下滑，雖然有全德甲第三的70進球和第四高的+18得失分差，但由於和局過多且該季前中段班分數特別接近的情況下（歐冠區的底線是勒沃庫森的58分，而霍芬海姆的51分連歐霸聯賽都無法參加），只能以第九名結束球季。

#### RB萊比錫
他在萊比錫的第一個賽季，就在歐冠賽場取得了驚人的突破：萊比錫和里昂雖然看似是幸運的被一起分在一個在沒有其他五大聯賽的小組而晉級十六強，然而兩隊出線之後卻以大黑馬之姿一路淘汰多支強隊闖進了四強，最後萊比錫在四強遇上了由納格爾斯曼在奧格斯堡的前教練圖赫爾率領的巴黎聖日耳曼，以0-3慘敗（里昂也在另一場四強賽以同樣的比數輸給拜仁慕尼黑），但納格爾斯曼依舊成為了歐冠最年輕進入八強、四強的教練。而在德甲的部分，雖然全季四敗是全聯盟最少，但由於下半季和局過多（包含在主場對上墊底降級的帕德博恩和杜塞朵夫兩隊皆以和局收場）而退出爭冠行列，最後以第三坐收；德國盃的部分則是在十六強早早敗給了法蘭克福。

#### 拜仁慕尼黑
由於原定任期到2022年世界盃的德國國家隊教練勒夫在2021年3月9日宣布，將提早於2020年歐洲盃結束後離職。原先預定要在前者離職後接手德國隊的拜仁總教練弗利克也因此提早一年向拜仁提出了離隊的要求。
2021年4月27日，拜仁慕尼黑與RB萊比錫官方宣佈自7月1日起，納格爾斯曼將執教拜仁慕尼黑。納格爾斯曼與拜仁的合約為期五年。拜仁為此向萊比錫付出了兩千五百萬歐元的買斷費，是史上最高身價的教練轉隊金額，而納格爾斯曼比起時任的拜仁隊長暨先發門將諾伊爾還小了一歲多。
在纳格尔斯曼作为拜仁教练的第一场胜利中，拜仁在2021年德國超级杯中3-1战胜了多特蒙德，赢得了他作为教练的第一个冠军。

## 成就

### 教練生涯
拜仁慕尼黑
- 德國超級盃冠軍：2021年，2022年
- 德甲冠軍：2021/2022

### 個人生涯
- 19岁以下德甲联赛冠军：2014年（德语：U-19-Bundesliga 2013/14）；亚军：2015年（德语：U-19-Bundesliga 2014/15）
- 19岁以下德甲联赛南部/西南部赛区冠军：2014年，2015年

## 私人生活
纳格尔斯曼曾在他作为球员效力于奥格斯堡期间完成了高专会考并攻读企业经济学课程，然而最终都放弃了。此外，他亦育有一子。